# Radomír Postl
Radomír Postl (14. listopadu 1939 Počátky – 1. července 2021 České Budějovice) byl český grafik se zaměřením na knižní grafiku a typografii, fotograf, v letech 1992–2005 předseda Asociace jihočeských výtvarníků v Českých Budějovicích.

## Život
Radomír Postl se narodil 14. listopadu 1939 v Počátkách jako nejstarší syn učitelům Marii a Josefovi Postlovým. Po druhé světové válce byla rodina poslána do Českých Velenic, kde otec učil na měšťanské škole a matka vyučovala na obecné škole. Oba rodiče však byli z politických důvodů zatčeni a vězněni, dětem bylo řečeno že byli popraveni. Bratři zůstali v péči babičky. Vyučil se, díky rodinným přátelům, strojním zámečníkem v ČKD a během učení v letech 1953-1955 odpoledne navštěvoval u profesora Zdeňka Jůny Uměleckoprůmyslovou školu. Po jejím zrušení pokračoval, opět za podpory rodinných přátel, již v denním studiu v letech 1955-1959 na Výtvarné škole Václava Hollara. U profesorů Antonína Viktorina a Maxe Švabinského se věnoval drobné grafice a plakátu. V tomto směru se později stal, i díky kubistickému pojetí plakátové tvorby, mezinárodně uznávaným a známým grafikem. Během studií v Praze měl přátele v divadle Semafor, hrál v kabaretu, dostal roli ve filmu Bylo nás deset. Pracoval jako dělník na pile, byl tiskárenským grafikem a výtvarníkem v Jihočeských tiskárnách. Věnoval se grafice (kresba a dřevoryt), výstavnické scénografii, grafickému designu (plakát, značka, logotypy, obaly a viněty na potraviny) a fotografii. Jako grafik a fotograf spolupracoval s nakladatelstvím Růže v Českých Budějovicích a s Jihočeským divadlem. Jeho grafická díla jsou ve sbírkách Alšovy jihočeské galerie, Moravské galerie v Brně, Musée des beaux-arts v Mons v Belgii, Colorado State University a North Carolina State University ve Spojených státech amerických, Lords Gallery v Londýně, Centre Georges Pompidou v Paříži, Museum of Modern Art v Tojamě v Japonsku, v Jihočeské vědecké knihovně v Českých Budějovicích, Uměleckoprůmyslovém muzeu v Praze, v Jihočeském muzeu v Českých Budějovicích, v Muzeu plakátu v Wilanówie a v soukromých sbírkách. Mezinárodně je uznáván jako tvůrce kulturních a sociálních plakátů vytvářených originální technikou grafického zpracování fotografických desek. Byl členem a několik let i předsedou Asociace jihočeských výtvarníků, kde působil jak v organizačním výboru tak i v mezinárodní porotě Intersalonu. Byl členem Sdružení Bienále Brno, TypoDesignClubu, Asociace užité grafiky a grafického designu, Nadace Českého výtvarného umění a Českého fondu výtvarných umění. Vystavoval na autorských výstavách i v kolektivních výstavách v České republice i v zahraničí. Zemřel v Českých Budějovicích 1. července 2021.

### Ocenění
Podle zdroje:
- 1978 – 2. cena Trienále evropského plakátu v Mons (Belgie)
- 1984 – cena na XI. Bienále užité grafiky (Brno)
- 1984 – Velká cena za plakát na Bienále (Kalisz – Polsko)
- 1986 – Cena Českého fondu výtvarných umění na Bienále užité grafiky (Brno)
- 1988 a 1990 – cena Nejkrásnější plakát roku (1988 a 1990)
- 2003 – Master Eye Award (Trnava – Slovensko)
- 2019 – čestné členství Sdružení Bienále Brno

## Dílo

### Knihy a články (výběr)
- PECKA, Jindřich. Grafická úprava POSTL, Radomír. Soubory před zítřkem. 1. vyd. České Budějovice: Nakladatelství České Budějovice, 1965. 145 s.
- 5 století Českého Krumlova ve výtvarném umění. Český Krumlov: Okresní vlastivědné muzeum, [1974]. 62 s.
- RULÍŠEK, Hynek. Gotické umění jižních Čech: [průvodce sbírkou Alšovy jihočeské galerie. Ilustrace Antonín VODÁK, ilustrace Radomír POSTL. Hluboká nad Vltavou: Alšova jihočeská galerie, 1989. 54 s. Průvodce, sv. 3. ISBN 80-900057-6-4
- POSTL, Radomír. Uměleckoprůmyslová tvorba. Asociace jihočeských výtvarníků. České Budějovice: Asociace jihočeských výtvarníků, 1992. 1 sv.
- Karel Valter. V Hluboké nad Vltavou: Alšova jihočeská galerie, 1999. 47 s. ISBN 80-85857-27-8
- POSTL, Radomír. Dobrý plakát je sdělení i umění. In: Českobudějovické listy. České Budějovice : Vydavatelství Vltava, 2000, 9(205), s. příloha Víkendové listy s. 5.
- POSTL, Radomír. Intersalon 2001 dobývá nejen uznání a obdiv výtvarného světa. In: Českobudějovické listy. České Budějovice : Vydavatelství Vltava, 2001, 10(178), s. 11 : il..
- POSTL, Radomír. Sedmý Intersalon výtvarného umění zviditelní město konání i ve světě. In: Českobudějovické listy. České Budějovice: Vydavatelství Vltava, 2003, 12(187), s. 22 : il..
- SURA, Jaroslav: Plakáty Radomíra Postla. Brno, HaDivadlo 2007.

### Výstavy autorské
- 1988 - České Budějovice, Galerie Hroznová ul: Radomír Postl, Plakáty
- 1997 - Týn nad Vltavou, Městská galerie: Radomír Postl, Umění ulice v galerii
- 1999 - České Budějovice, AJG: Radomír Postl, Grafický design
- 2000 - České Budějovice, Wortnerův dům: Radomír Postl, Užitá grafika a kresby
- 2007 - Brno, Galerie HaDivadla: Postl Poster
- 2009 - České Budějovice, Galerie Hrozen: Radomír Postl, Hele jak vypadá grafikovo těkání